# Тропически палатков паяк
Тропическите палаткови паяци (Cyrtophora citricola) са вид паякообразни от семейство Кръгоплетни паяци (Araneidae).
Таксонът е описан за пръв път от Пер Форскол през 1775 година.

## Подвидове
- Cyrtophora citricola abessinensis
- Cyrtophora citricola lurida
- Cyrtophora citricola minahassae
- Cyrtophora citricola nigra
- Cyrtophora citricola obscura
- Cyrtophora citricola pallida